# Asmund Rostrup
Asmund Rostrup (10. december 1915 i København − 24. marts 1983) var en dansk skuespiller og instruktør.
Rostrup, der var søn af skuespillerne Egill Rostrup og Ellen Rovsing, blev uddannet fra Det Kongelige Teaters elevskole i 1935 og fik sin scenedebut på Dagmar Teatret samme år. I 1940 debuterede han som instruktør ved Betty Nansen Teatret, og var fra 1942-1946 instruktør ved flere teatre i København og fra 1946-1949 ved Aalborg Teater. Efter et ophold i Canada, hvor han var programsekretær ved Radio Canada, blev han instruktør og producer ved TV-Teatret.
Han var gift to gange; først med Blanche Funch og i 1945 med Yrsa Merete Mynthe.
Han ligger begravet på Hørsholm Kirkegårds fællesgrav.

## Filmografi
- En fuldendt gentleman (1937)
- Under byens tage (1938)
- Kongen bød (1938)
- Jeg har elsket og levet (1940)
- Billet mrk. (1946)
- Ekko af et skud (1970)
- Et døgn med Ilse (1971)